# Бакино (Омская область)
Бакино — село в Седельниковском районе Омской области. Административный центр Бакинского сельского поселения.

## История
Основана в 1861 г. В 1928 г. состояла из 102 хозяйств, основное население — русские. Центр Бакинского сельсовета Седельниковского района Тарского округа Сибирского края.

## Население
| 1926 | 2010 |
| ---- | ---- |
| 483  | ↘193 |